# استاروبژگوکای
استاروبژگوکای (به لاتین: Starobzhegokay) یک منطقهٔ مسکونی در روسیه است که در آدیغیه واقع شده‌است.